# Désandans
Désandans település Franciaországban, Doubs megyében. Lakosainak száma 717 fő (2022. január 1.). Désandans Aibre, Arcey, Chavanne, Échenans, Le Vernoy, Semondans és Villers-sur-Saulnot községekkel határos.

## Népesség
A település népességének változása:
| Lakosok száma | 344  | 390  | 521  | 710  | 717  | 720  | 734  | 726  | 723  | 717  |
|               | 1968 | 1982 | 1990 | 2006 | 2013 | 2015 | 2017 | 2019 | 2020 | 2022 |